# Embolite
L'embolite è una varietà di clorargirite contenente bromo con densità 5,8 g/cm³ di colore giallo-verde e fotosensibilità maggiore.